# Sam Oomen
Sam Oomen   (Tilburg, 15 d'agost de 1995)Sam Oomen (Tilburg, 15 d'agost de 1995) és un ciclista neerlandès, professional des del 2016. Actualment corre al Lidl-Trek. En el seu palmarès destaca el Roine-Alps Isera Tour de 2015 i un Campionat del món en contrarellotge per equips.

## Palmarès
Palmarès de Sam Oomen.
- 2012
  - 1r al Gran Premi Rüebliland i vencedor d'una etapa
- 2013
  -  Campió dels Països Baixos júnior en contrarellotge
- 2015
  - 1r al Roine-Alps Isera Tour i vencedor d'una etapa
  - 1r al París-Tours sub-23
  - Vencedor de 2 etapes al Tour del País de Savoia
- 2016
  - 1r al Tour de l'Ain i vencedor d'una etapa
- 2017
  -  Campió del món en contrarellotge per equips

### Resultats a la Volta a Espanya
- 2017. Abandona (14a etapa)
- 2022. 30è de la classificació general

### Resultats al Giro d'Itàlia
- 2018. 9è de la classificació general
- 2019. Abandona (14a etapa)
- 2020. 21è de la classificació general
- 2022. 20è de la classificació general
- 2023. 36è de la classificació general